# Петър Киров (революционер)
Петър Киров Нанчев е български революционер, деец на Вътрешна македоно-одринска революционна организация.

## Биография
Петър Киров роден в 1870 година в костурското село Въмбел, тогава в Османската империя, днес Мосхохори, Гърция. Влиза във ВМОРО и се присъединява към четата на Кръстьо Караскаков и с отряда на Васил Чекаларов участва в Илинденско-Преображенското въстание през лятото на 1903 година. Участва във всички акции в Костурския революционен район – сражението при Билища, сражението на Бигла над Писодер, превземането на градчето Невеска и тежките отбранителни сражения за Върбица при потушаването на въстанието. През въстанието къщата му във Въмбел е изгорена, а брат му Яни Киров е убит.
На 21 март 1943 година, като жител на Варна, подава молба за българска народна пенсия, която е одобрена и пенсията е отпусната от Министерския съвет на Царство България.